# Gerronema viridilucens
Gerronema viridilucens Desjardin, Capelari et Stevani è una specie di fungo appartenente alla famiglia delle Marasmiaceae.
È stato scoperto in Sud America, nella regione del Mata Atlantica del parco Ribeira Valley, nei pressi di San Paolo del Brasile, da studiosi dell'Università di San Paolo del Brasile, raccolto su cortecce di Eugenia fluminensis
Il micelio e il corpo fruttifero del fungo sono bioluminescenti.